# Aloïse
Aloïse je francouzský hraný film z roku 1975, který režírovala Liliane de Kermadec podle vlastního scénáře. Snímek měl světovou premiéru na filmovém festivalu v Cannes.

## Děj
Film zachycuje život francouzské malířky Aloïse Corbazové, která byla internována na psychiatrickou kliniku.

## Obsazení
| Isabelle Huppertová | mladá Aloïse           |
| Delphine Seyrig     | dospělá Aloïse         |
| Marc Eyraud         | otec Aloïse            |
| Michael Lonsdale    | šéflékař               |
| Valérie Schoeller   | mladá Élise            |
| Monique Lejeune     | dospělá Élise          |
| Julien Guiomar      | ředitel divadla        |
| Roger Blin          | učitel zpěvu           |
| Jacques Debary      | bývalý ředitel útulku  |
| Roland Dubillard    | univerzitní profesor   |
| Jacques Weber       | inženýr                |
| Nita Klein          | hlavní sestra          |
| Hans Verner         | kaplan                 |
| François Chatelet   | pastor                 |
| Fernand Guiot       | pastor v útulku        |
| Pascale de Boysson  | pacientka              |
| José-Maria Flotats  | doktor Spier           |
| Jeanne Hardeyn      | ošetřovatelka          |
| Caroline Huppert    | sestra Aloïse, dospělá |
| Paule Annen         | ošetřovatelka          |
| Gilette Barbier     | ošetřovatelka          |
| Claudine Besson     | ředitelka školy        |
| Liza Braconnier     | ošetřovatelka          |
| Maryline Even       | pacientka              |
| Liliane Gaudet      | ošetřovatelka          |
| Evane Hanska        | pacientka              |
| Dominique Marcas    | pacientka              |
| Pierre Maulini      | bratr Aloïse           |
| Patricia Ménétret   | sestra Aloïse          |
| Yves Prétat         | bratr Aloïse           |
| Gilberte Rivet      | sestřenice Aloïse      |
| Krista Verchowski   | kaplanova žena         |

## Ocenění
- César: nominace v kategorii nejlepší herečku ve vedlejší roli (Isabelle Huppertová)